# Lhok Euncien
Lhok Euncien is een bestuurslaag in het regentschap Aceh Utara van de provincie Atjeh, Indonesië. Lhok Euncien telt 237 inwoners (volkstelling 2010).